# Птеростих вугільно-чорний
Птеростих вугільно-чорний (Pterostichus anthracinus) — вид жуків родини турунових (Carabidae).

## Поширення
Вид поширений в Європі та Західній Азії від Піренеїв до Кавказу та Ірану.

## Опис
Жук завдовжки 9,5-12 мм. Тіло блискучо-чорного кольору, кінцівки темно-коричневі. Голова з потужними верхніми щелепами витягнута вперед. Передостання кінцівка губного пальпатора має лише дві щетинки. Антени з одинадцяти члеників шарнірно з’єднані перед вигнутими очима і дрібно опушені від четвертого членика. Переднеспинка трохи ширша за довжину. Він вигнутий назовні з боків, лише трохи увігнутий перед прямокутними задніми кутами. Його задній край трохи ширший за передній. Надкрила чітко борознисті, проміжки між борознами помірно дугоподібні. Як зазвичай у жужелиць, надкрила мають численні тактильні щетинки, які виникають з пор. В обох статей задні крила можуть бути рудиментарними або наявними та функціональними. Короткокрилість успадковується незалежно від статі і просто успадковується домінантним способом, тому довгокрилі форми є гомозиготними рецесивними.

## Спосіб життя
Вологолюбний вид, трапляється в заплавах річок і поруч стоячих водойм. Жука можна зустріти у моху, рослинному детриті, під корою, у заплавних гніздах та інших вологих місцях як на відкритих, так і в лісах. Вони віддають перевагу більш вологим місцям влітку та більш сухим восени, які також можуть бути далеко від води. 
Личинки та імаго є хижаками. Зимує вид на стадії імаго у відносно сухих місцях під мохом. Навесні для розмноження відшукують вологі ділянки. Відкладання яєць відбувається приблизно через двадцять днів після спаровування. Самиці охороняють покладені в ямку яйця, поки з них не вилупляться личинки. Розвиток від яйця до імаго займає в середньому трохи більше місяця. 
Дорослі особини ведуть нічний спосіб життя. Частка тварин, здатних літати, сильно відрізняється в різних популяціях. Передбачається, що в молодих популяціях велика частка крилатих форм, але зі збільшенням віку збільшується частка безкрилих форм.